# Spiritual Garden
Spiritual Garden – dziewiąty singel japońskiej piosenkarki Yukari Tamury, wydany 26 października 2005 roku. Utwór tytułowy został wykorzystany jako opening anime Magical Girl Lyrical Nanoha A’s.  Utwór Cutie♡Cutie wykorzystano w rozpoczęciach programu radiowego Tamura Yukari no Kuro Usagi no Kobeya (jap. 田村ゆかりの黒うさぎの小部屋), a Traveling with a sheep użyto w jego zakończeniach. Singel osiągnął 10 pozycję w rankingu Oricon i pozostał na nim przez 5 tygodni, sprzedał się w nakładzie 15 358 egzemplarzy.

## Lista utworów
| Nr | Tytuł                    | Słowa         | Kompozycja       | Aranżacja        | Czas |
| -- | ------------------------ | ------------- | ---------------- | ---------------- | ---- |
| 1. | "Spiritual Garden"       | Yukiko Mitsui | Masatomo Ōta     | Masatomo Ōta     | 3:27 |
| 2. | "Cutie♡Cutie"            | Manami Fujino | Yukari Hashimoto | Yukari Hashimoto | 4:59 |
| 3. | "Traveling with a sheep" | ucio          | Toshimichi Tsuge | Toshimichi Tsuge | 4:51 |